# Rittergut Besenhausen

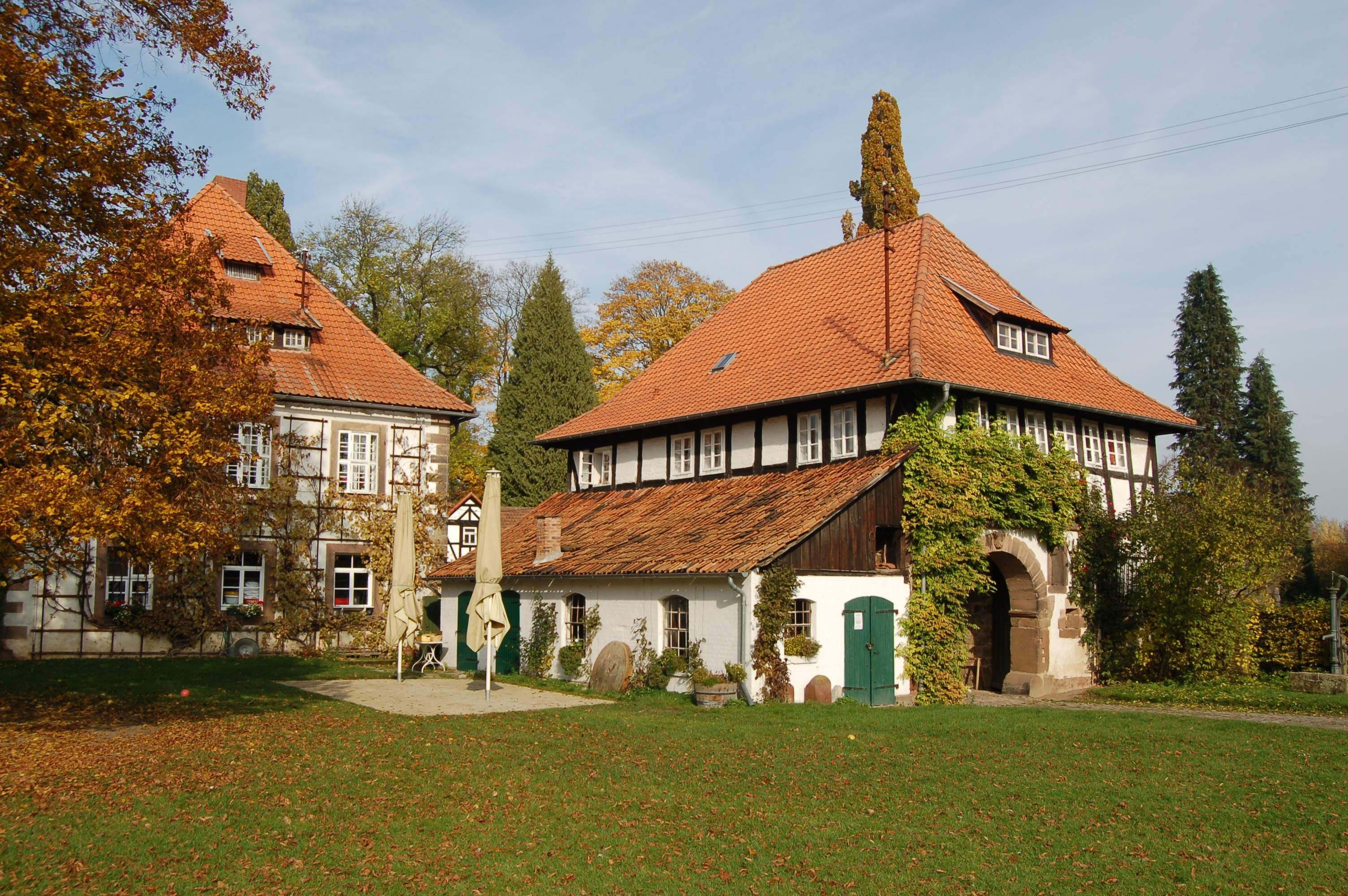
Herrenhaus mit Torhaus des Ritterguts Besenhausen, 2009

Das Rittergut Besenhausen ist ein landwirtschaftlicher Gebäudekomplex in der Gemeinde Friedland im Landkreis Göttingen in Südniedersachsen. Die ältesten Gebäudestrukturen des ehemaligen Ritterguts mit barockem Wohnhof und Park sowie im 18. Jahrhundert entstandenen Gutshof stammen aus dem Mittelalter. Das gesamte Ensemble steht unter Denkmalschutz. Das Gut mit seinem umliegenden Landbesitz befindet sich seit 700 Jahren ununterbrochen in Familienbesitz. Heute ist Besenhausen ein beliebtes Ausflugsziel.

## Geographische Lage
Besenhausen ist eines von drei Teilen der Ortschaft Niedergandern, die zur Gemeinde Friedland in Niedersachsen gehört. Es liegt etwa 2,1 Kilometer nordöstlich des Dreiländerecks Hessen–Niedersachsen–Thüringen direkt nordwestlich der Grenze zu Thüringen, der früheren innerdeutschen Grenze, an der Leine. Benachbarte Orte sind neben Niedergandern (1,5 km nordwestlich) die Ortschaften Reckershausen (2,5 km nördlich) und Kirchgandern (1,1 km südöstlich; in Thüringen).
Nordöstlich vorbei an Besenhausen verläuft die Landesstraße 566, die über die thüringische L 1001 etwa in Richtung Süden Anschluss an die Bundesstraße 80 hat und die nach Nordwesten über an sie anschließende Straßen zur in Hessen bei Marzhausen gelegenen Anschlussstelle Neu-Eichenberg–Friedland der Bundesautobahn 38 hat; diese führt durch den nahen Heidkopftunnel. Die nächste Bahnstation befindet sich in Neu-Eichenberg.
Der Grundbesitz Besenhausens erstreckt sich vom Pferdeberg (etwa 300 m ü. NN) im Nordosten bis nach Hottenrode im Südwesten. Er wird von der Leine durchschnitten, die teilweise in die Parkanlage des Herrenhauses integriert ist und die Ortsteile Besenhausen und Niedergandern trennt. Durch Besenhausen führt der Leine-Heide-Radweg.

## Geschichte
In Besenhausen hatten sich vermutlich bereits im ausgehenden ersten Jahrtausend Menschen angesiedelt. Besenhausen, dessen Name als „Haus des Bezo“ oder „Haus des Biso“ (ein damals üblicher, altsächsischer Vorname; siehe etwa Bischof Biso von Paderborn) gedeutet wird, war schon immer Grenzort der heutigen Länder Thüringen, Niedersachsen und Hessen. Damit war es der wechselvollen und oft kriegerischen Geschichte im Mittelalter und der Neuzeit bis zu den Verwerfungen des 20. Jahrhunderts unterworfen.
Die Geschichte des rund 700 Jahre alten Rittergutes war ein ständiger Existenzkampf zwischen den Ansprüchen verschiedener Mächte: der Mainzer Fürstbischöfe, der Braunschweiger Welfen und der Landgrafen von Hessen. Das Gut war von den Auseinandersetzungen zwischen Katholiken und Lutheranern, zwischen Preußen, dem napoleonischen Königreich Westphalen und dem Hannoverschen Königreich, sowie schließlich zwischen den Siegermächten des Zweiten Weltkriegs betroffen. Prägend waren die Jahrhunderte erzbischöflicher Herrschaft im Eichsfeld, das zum Machtbereich von Kurmainz gehörte. Besenhausen gehört zum „historischen Eichsfeld“ auch wenn es zum 1946 gegründeten Niedersachsen kam.

### Ehemaliges Dorf

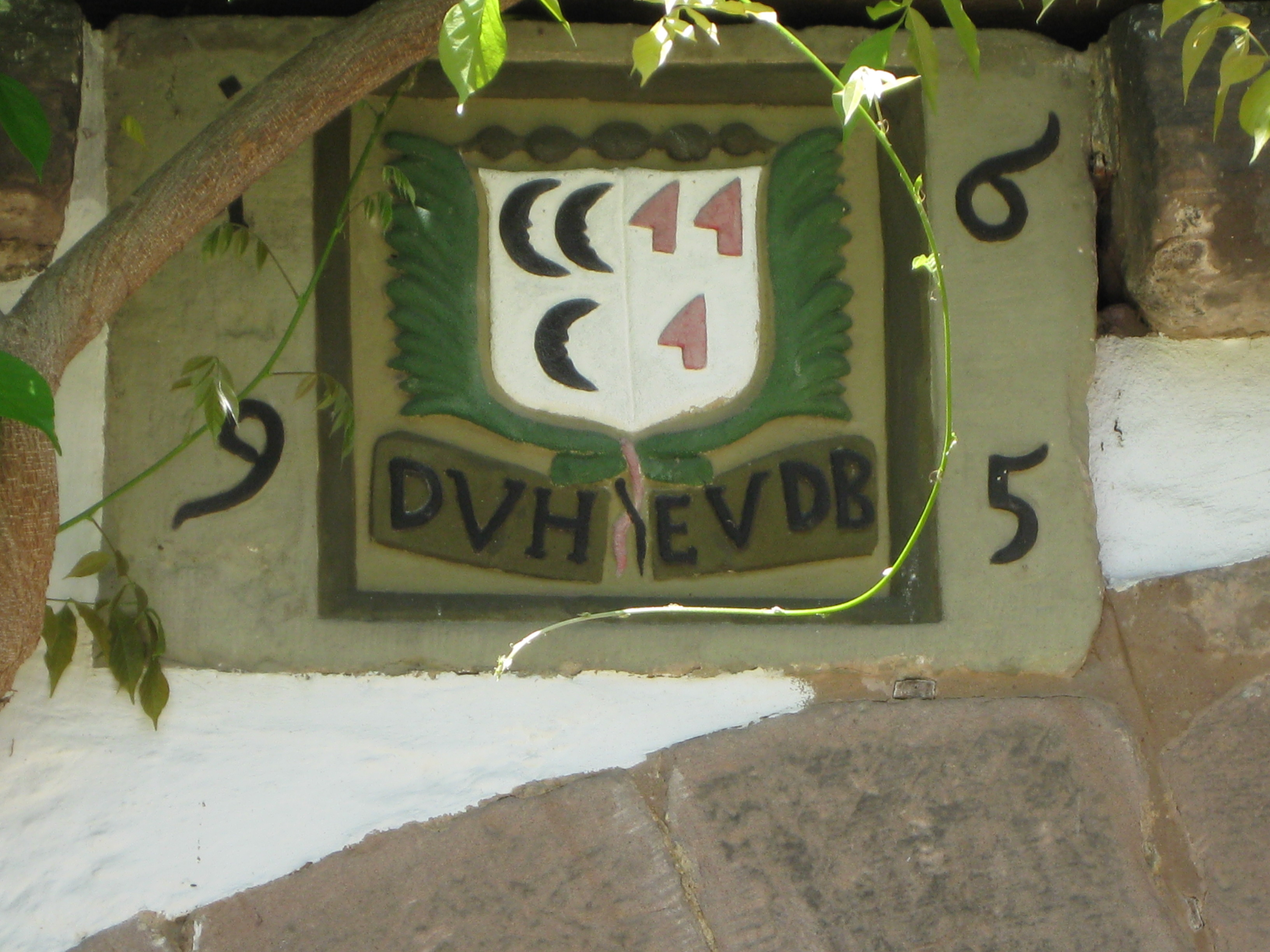
Doppel-Wappen des Dietrich von Hanstein (drei Halbmonde) und seiner Frau Elisabeth, geb. von dem Busche (drei Pflugscharen) aus dem Jahr 1695 über der Durchfahrt des „Torhauses“ in Besenhausen

Eine erste urkundliche Erwähnung des Dorfes Besenhausen findet sich zwar erst zu Beginn des 14. Jahrhunderts; wegen der spezifischen Namenskonstruktion kann aber davon ausgegangen werden, dass es das Dorf bereits 300 oder 400 Jahre früher gab. Das heute nicht mehr vorhandene Dorf lag vermutlich direkt nördlich des heutigen Guts zwischen Hottenrode, Niedergandern und Kirchgandern.
Im Jahr 1307 wird Besenhausen erstmals als Besitzung der Familie von Hanstein urkundlich erwähnt. Gemäß diesem Dokument hielten zu dem Zeitpunkt die Brüder und Ritter Heinrich und Lippold von Hanstein das Dorf als Teil eines Lehens der Mainzer Erzbischöfe, die zu der Zeit im Eichsfeld regierten. Die beiden Brüder verpflichteten sich in der erhaltenen Urkunde zur Übertragung des großen und des kleinen Zehnts an den Altar des Heiligen Stephan im Martinsstift in Heiligenstadt, der damals bedeutendsten kirchlichen Einrichtung des Eichsfeldes. Die Hansteiner waren zu der Zeit Vicedome, also Statthalter der Mainzer Herren. Im Rahmen der Schenkung wurde auch das Vorhandensein eines Eigengutes (Allod) der Hansteiner in Besenhausen bestätigt. In einem weiteren Vertrag vom 4. Oktober 1308 wurde den Hansteiner Brüdern auferlegt, dem Mainzer Erzstift in Besenhausen eine Burg zu bauen. In Folge muss in der Nähe der heutigen Gutsanlage eine befestigte Anlage errichtet worden sein. Zu diesem Zeitpunkt lebten die Besenhauser Hansteins allerdings noch auf ihrer Stammburg, dem Hanstein.
Etwa im Jahr 1360 wurde das Dorf Besenhausen von seinen Einwohnern ein erstes Mal – zumindest großteils – aufgegeben, es fiel „wüst“. Die Gründe dafür sind nicht bekannt, Seuchen (Pest), Missernten oder kriegerische Einwirkungen könnten ursächlich gewesen sein. 1362 trugen die von Hanstein ihr Gut den Hessischen Landgrafen auf, die es bis ins 19. Jahrhundert behielten.
Sicher ist, dass die Familie von Hanstein für ihr eigenes Anwesen in Besenhausen das Wüstfallen verhindern konnte. Im Jahr 1522 wurde Johann von Hanstein der erste Besenhauser Gutsherr, der hier auch lebte. Ab dem beginnenden 16. Jahrhundert hielten sich die Hansteins nämlich nicht mehr auf ihrer zunehmend verfallenden Stammburg auf, sondern hatten sich auf ihren Ritterhöfen – neben Besenhausen waren das auch Bornhagen, Werleshausen, Wahlhausen, Ershausen, Oberelle und Henfstädt – niedergelassen. Zu dem Zeitpunkt hatten die Hansteins jedoch das Recht an ihrem Eigenhof in Besenhausen bereits verloren, da dieser durch erzwungene Lehnsauftragung nun den Landgrafen von Hessen gehörte. Mit jedem Generationswechsel musste also das Lehensverhältnis zwischen den Besenhausener Hansteins und dem Lehnsherrn erneuert werden.
In einem Lehnsbrief vom Jahr 1362 wurde der Besitz als „unser Gut zu Beßenhußen“ benannt, in Lehnsbriefen ab 1546 als „Beßenhausen“. Im statistischen Handbuch des Landgrafen Wilhelm IV. wurde das Gut dann bereits als „Besenhausen“ bezeichnet.

### Landsitz der Hansteins
1540 ließ Johann von Hanstein († 1558) ein repräsentatives Gebäude im Renaissancestil bauen. Dazu hatte er zusätzliches Land in Besenhausen von einem Matz Conradt aus Kirchgandern durch Tausch erworben. Heute zeugen nur noch wenige Relikte von diesem Bau, der mit einem Wall und Graben umgeben war.
Seit dem frühen 16. Jahrhundert wurde das Gut Besenhausen immer wieder zu einem Streitfall zwischen dem welfischen Amt Friedland und dem mainzischen Oberamtmann in Heiligenstadt. Mehrfach versuchten Mainz, Hessen und Hannover den stattlichen Komplex aus Gut und Ländereien unter ihren jeweiligen Einfluss zu bekommen.
Wie der größere Teil des eichsfeldischen Adels waren auch die Hansteins früh zur Reformation übergetreten. In den folgenden Religionskriegen spielte Hottenrode, die Patronatskirche der Besenhauser, eine wichtige Rolle. In der zum Herzogtum Braunschweig gehörenden Kirche sammelten sich evangelische Eichsfelder zum lutherischen Gottesdienst und entzogen sich so der Mainzer Religionsaufsicht. Im Laufe des Dreißigjährigen Krieges wurden Rittergut und Dorf Besenhausen zerstört.

### Wiederaufbau nach dem Dreißigjährigen Krieg
Der Wiederaufbau der Wohngebäude des Gutes wurde unter Hans Hermann von Hanstein (1610–1686) am Ende des 17. Jahrhunderts begonnen. Sein Sohn Dietrich von Hanstein (1644–1716), ein Generalmajor und Kommandant der Festung Rinteln in hessischen Diensten, vollendete das Werk des Vaters. Das Herrenhaus erhielt erneut eine – heute nicht mehr bestehende – rechteckige Graben- und Wallanlage. Dietrich von Hansteins Sohn Carl Friedrich von Hanstein errichtete ab 1740 den Wirtschaftshof. Ein wohl ebenfalls vor dem Krieg (wieder) bestehendes Dorf wurde nicht wieder besiedelt und fiel (erneut) wüst.
Da Carl Friedrich von Hanstein († 1724) kinderlos starb, fiel Besenhausen an seinen Vetter Liborius Friedrich von Hanstein (* 1678) aus der Werleshauser Linie. Diesen Erbgang nahm der protestantische Friedländer Amtmann zum Anlass, 1724 rund dreihundert Bewaffnete das Gut besetzen zu lassen. Ein Teil dieser Truppe blieb dort und hielt das Gut so 20 Jahre lang gegen die Mainzer. Erst 1743 einigten sich die Kurfürstliche Regierung in Hannover mit der Mainzer Regierung des Eichsfeldes über den künftigen Grenzverlauf, welches das Gut Besenhausen dem Eichsfeld zuschlug, einen Großteil der landwirtschaftlichen Flächen des Gutes jedoch dem hannoverschen Gebiet, und damit dem Amt Friedland. Ein Grenzstein mit hannoverscher Wolfsangel auf der einen, und dem Mainzer Rad auf der anderen Seite zeugt noch heute davon. Auch wenn die Besenhauser samt Gutshaus wieder an Mainz fielen, durften sie das Recht auf den evangelischen Glauben aber behalten.
Der „Zedler“, das größte Lexikon des 18. Jahrhunderts, beschrieb Besenhausen im Jahr 1751 als: … ein Schloß, Rittergut und Dorf in Nieder-Hessen, an denen Eichsfeldischen Grenzen, an der Leine, eine Stunde von Witzenhausen.
Friedrich Ernst von Hanstein (1723–1807) war 1737 der Erbe von Liborius Friedrich von Hanstein geworden. 1802 fiel das Eichsfeld unter Friedrich Wilhelm III. an Preußen. Zu dem Zeitpunkt war der damals 79-jährige Friedrich-Ernst von Hanstein Herr auf Besenhausen, daneben gehörten ihm noch die Güter Rommerode, Wiesenfeld sowie die vormals Grone'schen Besitzungen in Friedland und Reiffenhausen. Hanstein war außerdem der Vertreter der Eichsfelder Ritterschaft („Ritterschaftlicher Deputirter der Stände des Fürstenthums Eichsfeld“)

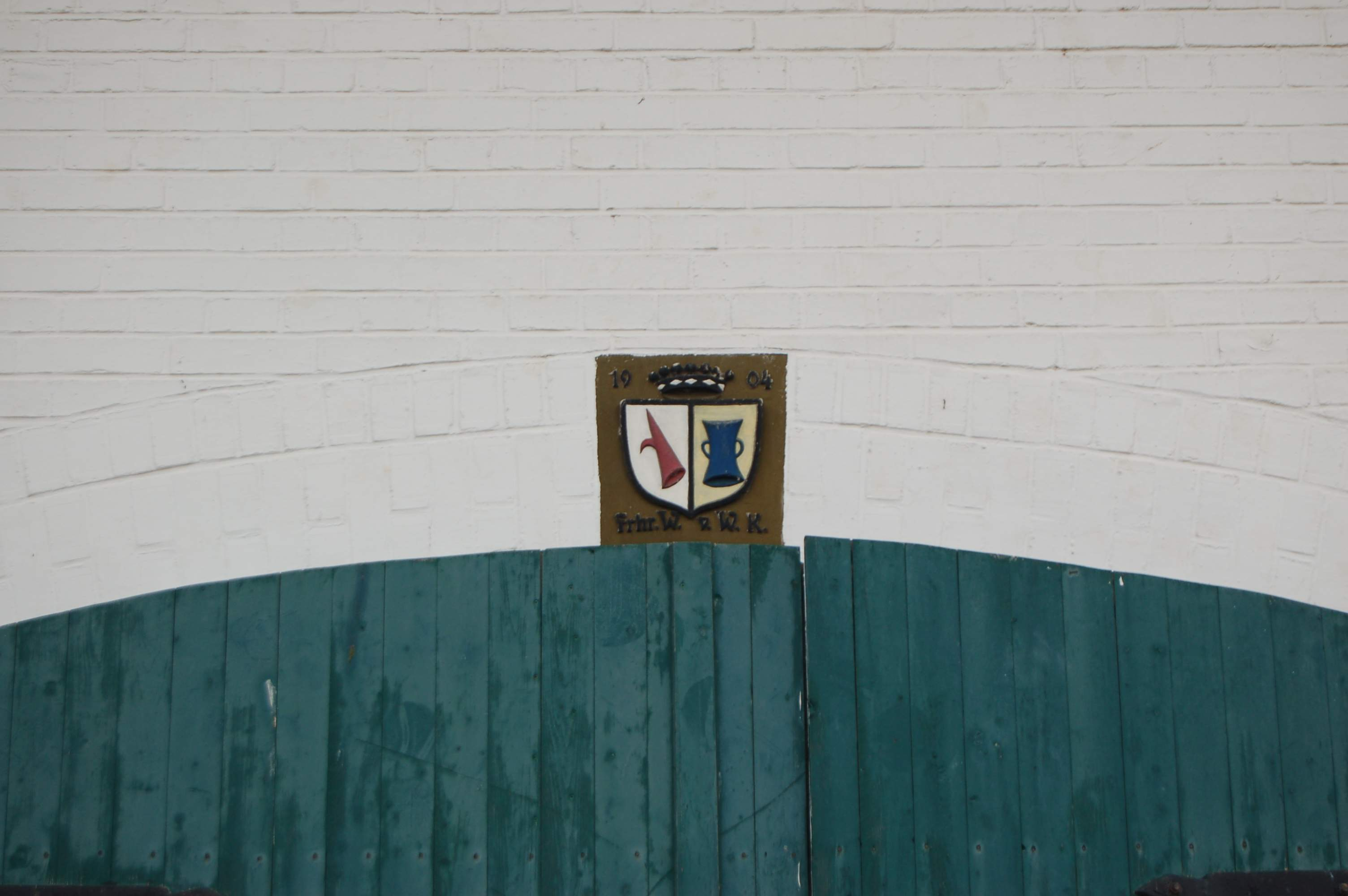
Das Wappen des Wilhelm Freiherrn von Wintzingerode-Knorr über einem Stalltor von 1904

1896 starb der Enkel des Ritterschaftsvertreters Friedrich von Hanstein unverheiratet, und 600 Jahre hanstein'sche Geschichte in Besenhausen mit stets männlichen Erben waren beendet. Noch zu seiner Zeit gehörte zum Besitz der Besenhauser Hansteins das Gut in Rommerode sowie die Hälfte eines Gutes in Ober-Ellen. Das Gut Besenhausen fiel nun an Bertha, die Schwester des letzten Hansteiner Eigentümers, die die Frau des in Göttingen lebenden Gelehrten Levin Georg Freiherrn von Wintzingeroda-Knorr war. Er war zugleich Landrat des preußischen Kreises Mühlhausen und geriet deshalb durch den Besitz Besenhausens in eine historische Zwickmühle. 1866 musste er als preußischer Beamter weitergeben, was er als welfischer Gutsbesitzer erfahren hatte: die genaue Marschroute der Hannoveraner, die dann während des Deutschen Krieges in der Schlacht bei Langensalza geschlagen wurden.
Aus der Ehe seines Enkelsohnes Friedrich-Wilhelm Freiherr von Wintzingerode-Knorr (1893–1952) mit Ruth, geb. von Marschall ging die nächste erbende Frau in der Geschichte Besenhausens, Sitta, hervor.

### Deutsche Teilung und Wende

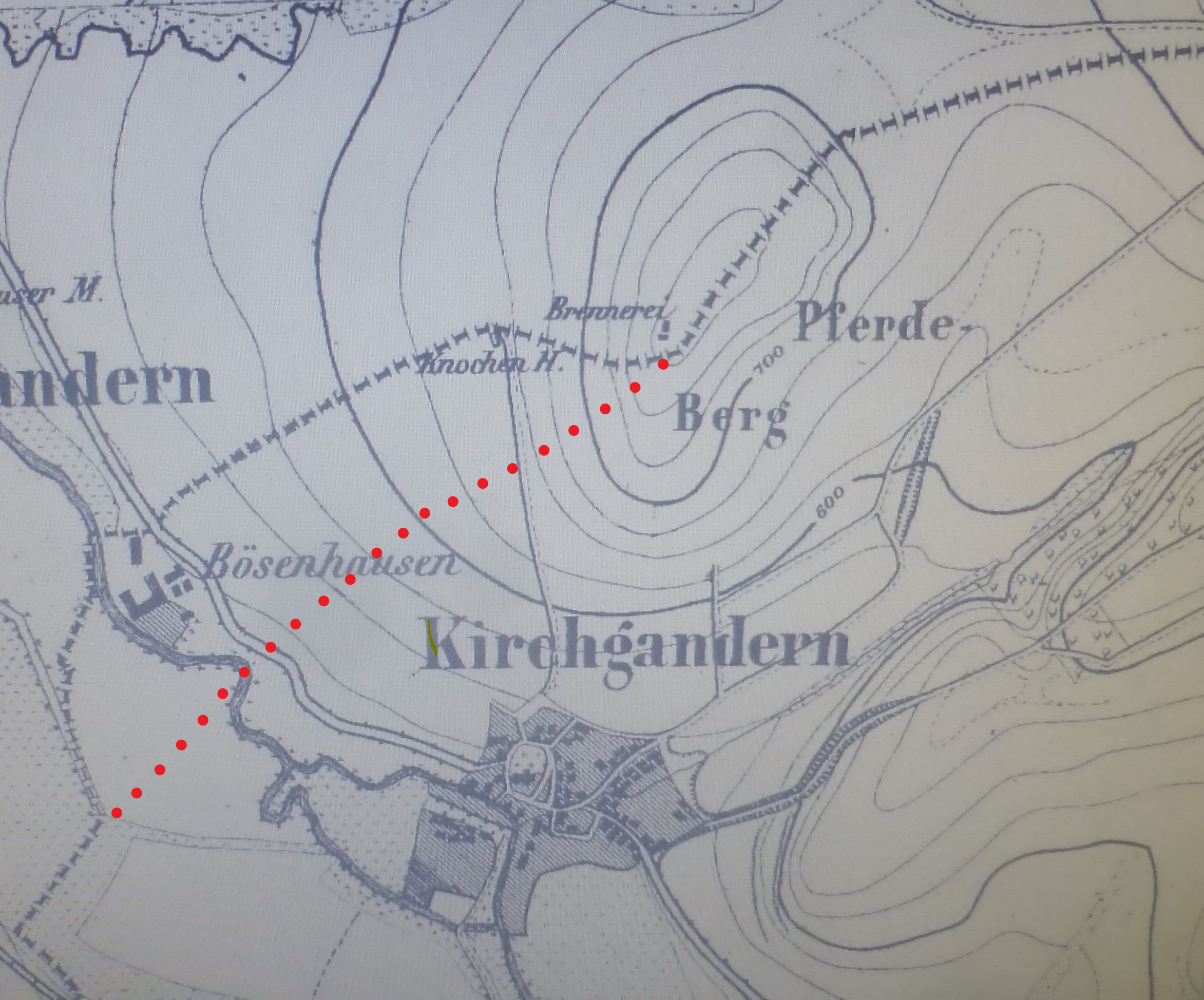
(Rot gepunktete) Grenzkorrektur 1945 zwischen britischer und sowjetischer Besatzungszone

Nach dem Zweiten Weltkrieg besetzten US-amerikanische Militäreinheiten das Gut. Die gemäß dem Potsdamer Abkommen vom Sommer 1945 festgelegte Demarkationslinie zwischen Britischer und Sowjetischer Besatzungszone verlief direkt durch das Gutsgelände. Gutshaus und Hof wären in die sowjetische, die Wassermühle und Arbeiterhäuser in die britische Zone gefallen. Die meisten Ländereien hätten in der Westzone gelegen. Ohne seinen Landbesitz wäre das Gut nicht mehr existenzfähig und ein Abbruch der historischen Anlage auf der Demarkationslinie wahrscheinlich gewesen. Am 1. Juli 1945 rückten Sowjetsoldaten und Briten ein. Wintzingerode-Knorr konnte die sowjetische Militäradministration jedoch zu einem Tausch überreden. Die verschob die Grenze um einige Hundert Meter in Richtung Südosten und sowjetische Truppen plünderten das Gut drei Tage lang.
Über die Tochter von Sitta von Klitzing, geb. Freiin von Wintzingerode-Knorr, gelangte Besenhausen in den 1960er Jahren in die Hände der Familie Flechtner, Nachkommen des Ferdinand Gottlieb Flechtner aus dem schlesischen Langenbielau. Dreimal vererbte sich das Gut nach rund 600 Jahren Hanstein’schen Familienbesitzes in der weiblichen Linie.

## Gebäudeensemble
Die Gesamtanlage besteht aus dem aus vier Gebäuden bestehenden Wohn-Innenhof, der von drei Seiten mit einem baumbestandenen Park umgeben ist. An das an der Südost-Seite dieses Hofes stehende Torhaus schließt sich der deutlich größere Wirtschafts- oder Gutshof an, über den der Innenhof erst erreichbar ist. Der eigentliche Wirtschaftshof wird von drei langgestreckten Gebäudeeinheiten gebildet und beinhaltet auch den etwa 10 × 30 Meter großen Hofteich.
An den Wirtschaftshof grenzt die ehemalige Zuckerfabrik sowie ein verbindender Geräteunterstand. Am Nordende des Parkes befinden sich die ehemaligen Arbeiterhäuser (mit Stallungen) und die frühere Kornmühle. Als Bestandteil von Besenhausen gelten auch die 800 Meter entfernte Patronatskirche in Hottenrode und ein ehemaliges Grenzabfertigungsgebäude in 150 Meter Entfernung.
Die Leine begrenzt den Gutshof wie den Park in südlicher Richtung. Eine durch die Teilung der Leine gebildete, langgestreckte Insel erstreckt sich über eine Länge von rund 180 Metern. Sie wird als Park und – im Bereich der ehemaligen Kornmühle – als Nutzgarten verwendet.

### Innenhof
Die Gebäude im Innenhof entstanden in der jetzigen, barocken Form etwa ab 1680. Das Torhaus beinhaltet aber im unteren Gebäudebereich ältere Baustrukturen. So sind der gesamte Unterbau sowie die alte Wehrmauer mit ihrem Gewölbekeller und ihren Schießscharten mittelalterlichen Ursprungs und im Renaissancestil ausgeführt.

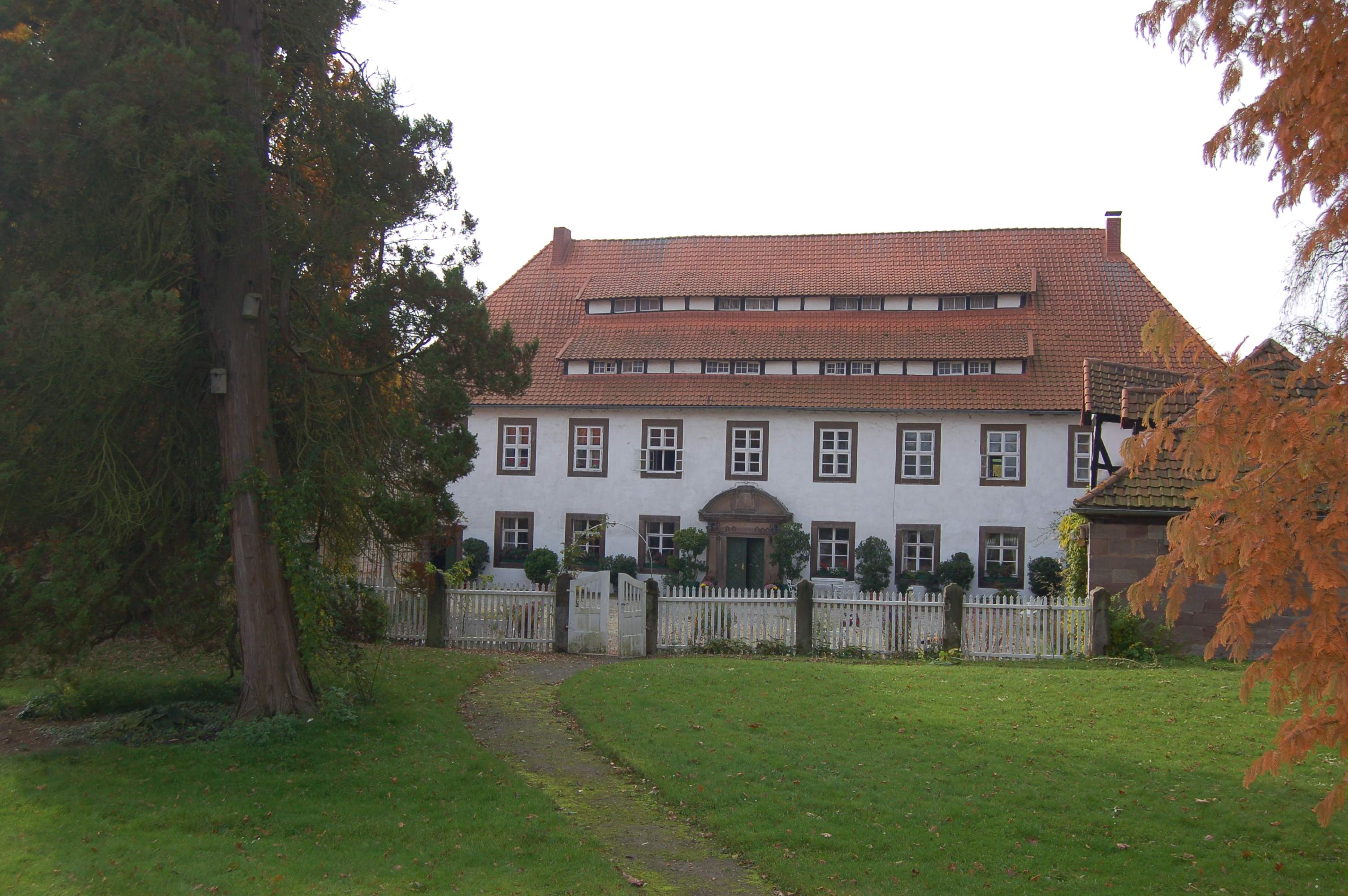
Das Herrenhaus auf der Innenhof-Seite, Blick vom oberen Park
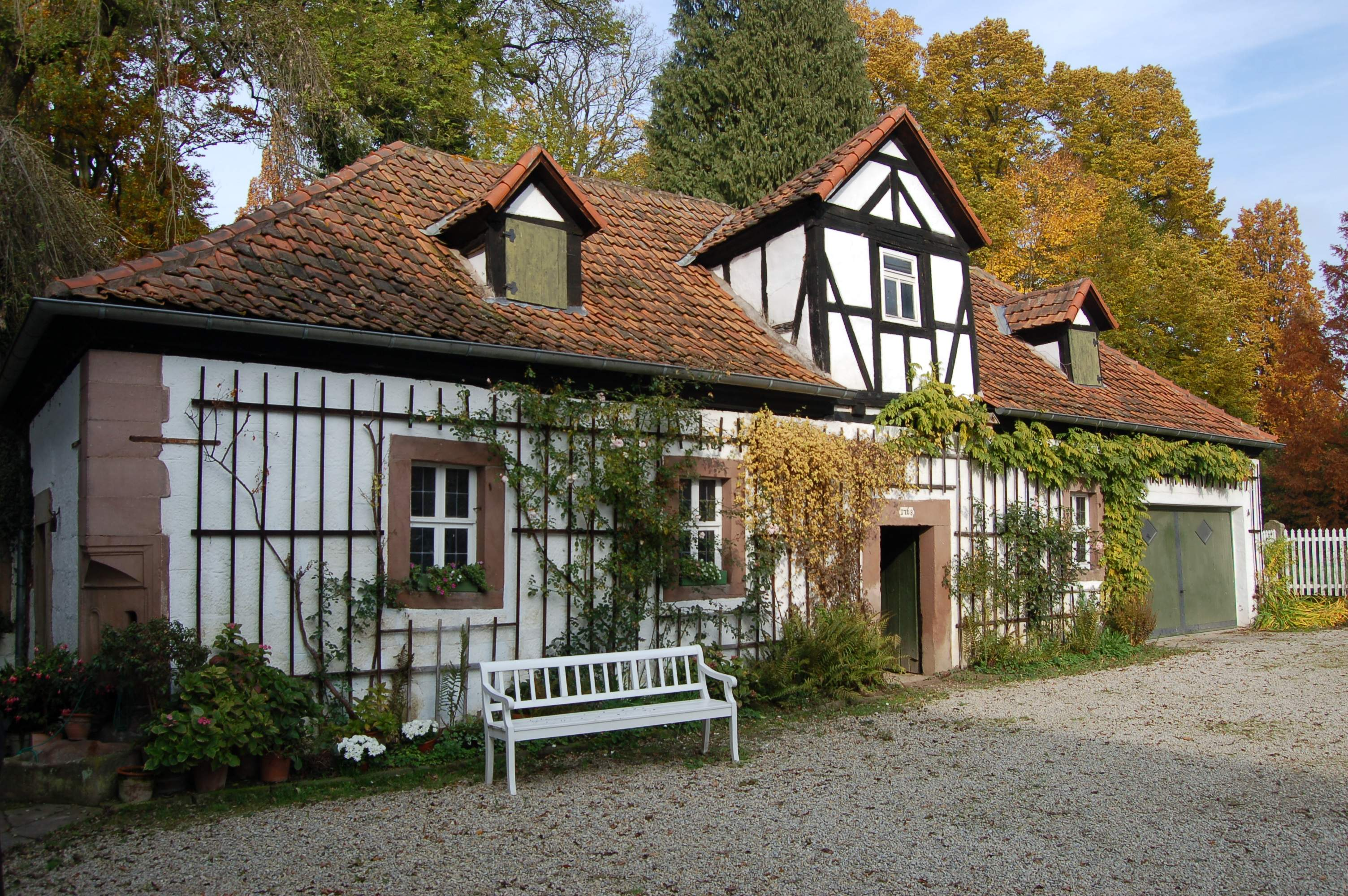
Innenhof-Gebäude vor dem „Schneckenberg“
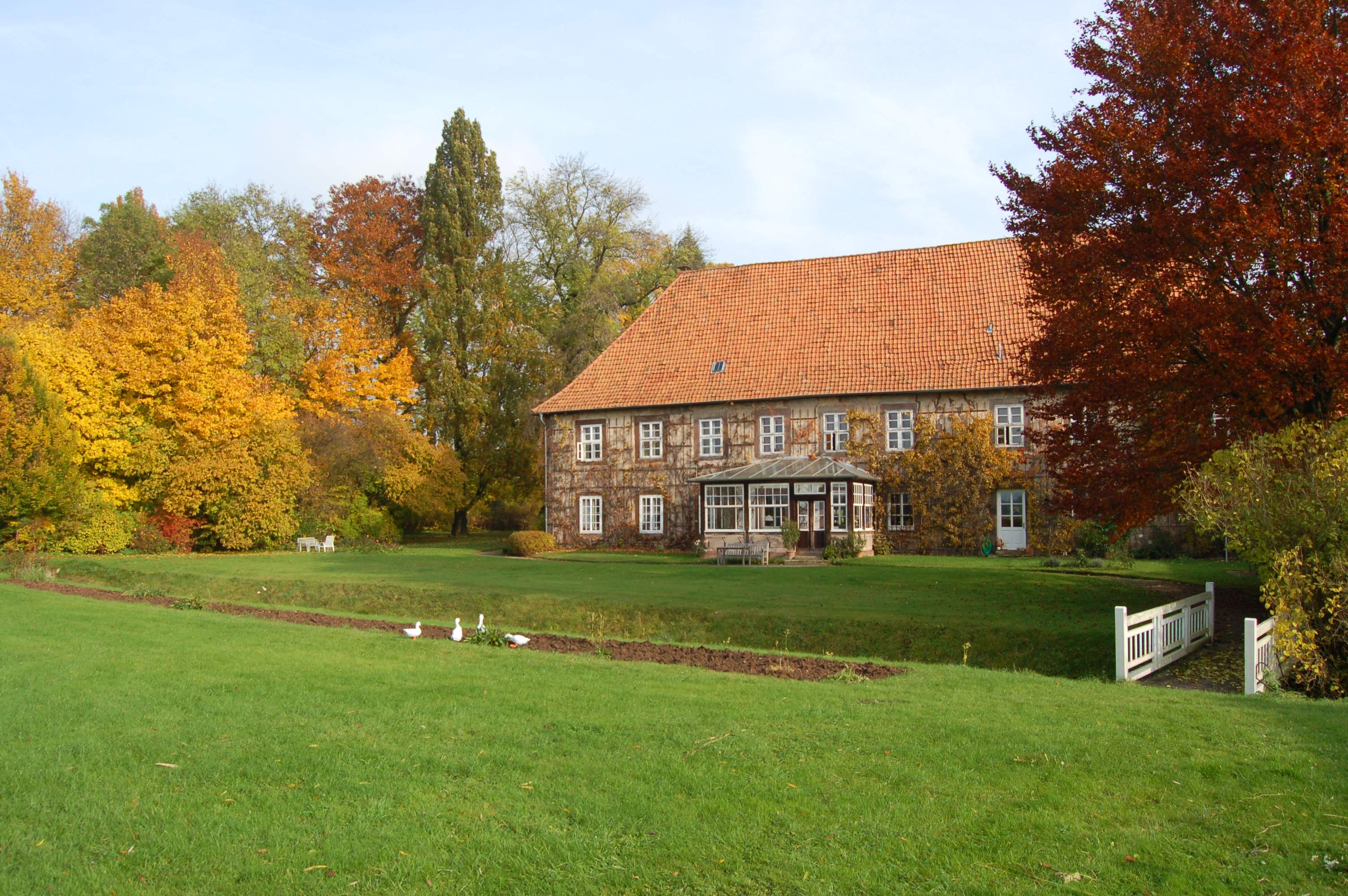
Herrenhaus mit unterem Park, Blick von der Leine

Neben dem Torhaus besteht die Innenhofgruppe aus dem Herrenhaus sowie dem „Christenhaus“. Beide Gebäude sind zweistöckig und mit Walmdächern ausgeführt, das Herrenhaus hat einen zweistöckigen Dachboden. Weiterhin gibt es ein einstöckiges Lager- und Vorrats-Gebäude mit Walmdach und ausgebautem Giebel. Dieses Gebäude lehnt sich an den künstlich geschaffenen, etwa vier Meter hohen „Schneckenberg“ an, und ermöglicht Zugang zu den unter dem Berg gelegenen, gewölbten Vorratsräumen. Sämtliche Gebäude sind nicht unterkellert.
Das Innenhof-Ensemble wird dreiseitig von einem 200 Jahre alten und rund 7.000 Quadratmeter großen Park umgeben, der an seiner Südseite an der Leine endet, zum Teil den dortigen Oberlauf des Flusses aber auch integriert.

### Gutshof
Auffälligstes Gebäude des Gutshofes ist ein stattlicher Fachwerkbau am Hofteich. Er entstand 1740, auf dem Satteldach befindet sich ein Turm mit Uhr. Der linke Pfeiler zum ehemaligen Hoftor, der später in das sogenannte „Wirtschaftsgebäude“ eingemauert wurde, beinhaltet zwei Wappen: Das Hanstein'sche Familienwappen des Hans-Hermann von Hanstein (1610–1686) und das Wappen der Familie seiner Frau, Ursula von Spiegel. Sie gelten als die ersten Erbauer der Anlage nach dem Dreißigjährigen Krieg. Im vorderen Teil des „Wirtschaftsgebäudes“ waren früher die Büros des Gutsinspektors (auch: Gutsverwalter) untergebracht. Im hinteren Teil lagen die Schweineställe. In einem niedrigeren, sich anschließenden Gebäude waren die Kuhställe untergebracht.
Die übrigen Wirtschaftsgebäude mussten nach einem Hofbrand 1907 erneuert werden. Dazu gehören der langgestreckte, an der Leine liegende ehemalige Schaf- und Pferdestall, in der zweiten Hälfte des 20. Jahrhunderts als Treckerschuppen und Werkstatt genutzt; heute dient er nach einem erneuten Umbau als Ausstellungs- und Veranstaltungssaal. An den Schafstall schließt sich die flachere, ehemalige Schmiede an. Das querliegende und den Hof abschließende, gemauerte Scheunengebäude beinhaltet seit den 1980er Jahren eine noch heute genutzte Getreidetrockenanlage und entsprechende Getreidespeicher.

### Zuckerfabrik
1836 wurde auf dem Gutsgelände die erste Zuckerfabrik der Provinz Sachsen errichtet. Sie war nur fünf Jahre in Betrieb. Nach jahrzehntelanger Verwendung als Speicher, Garage und Leerstand erfolgte um 2004 eine Restaurierung mit Umbau des Innenraums. Neben der behindertengerechten Gestaltung der Nutzflächen wurden Naturbaustoffe verwendet und energieoptimierende Maßnahmen für das denkmalgeschützte Gebäude getroffen. Die Renovierung erhielt im Jahr 2004 den Preis für Denkmalpflege der Niedersächsischen Sparkassenstiftung. Danach befand sich darin bis 2018 eine Schauwerkstatt mit Ladengalerie und Handweberei. Seit 2023 gibt es ein Café in den Räumlichkeiten. 

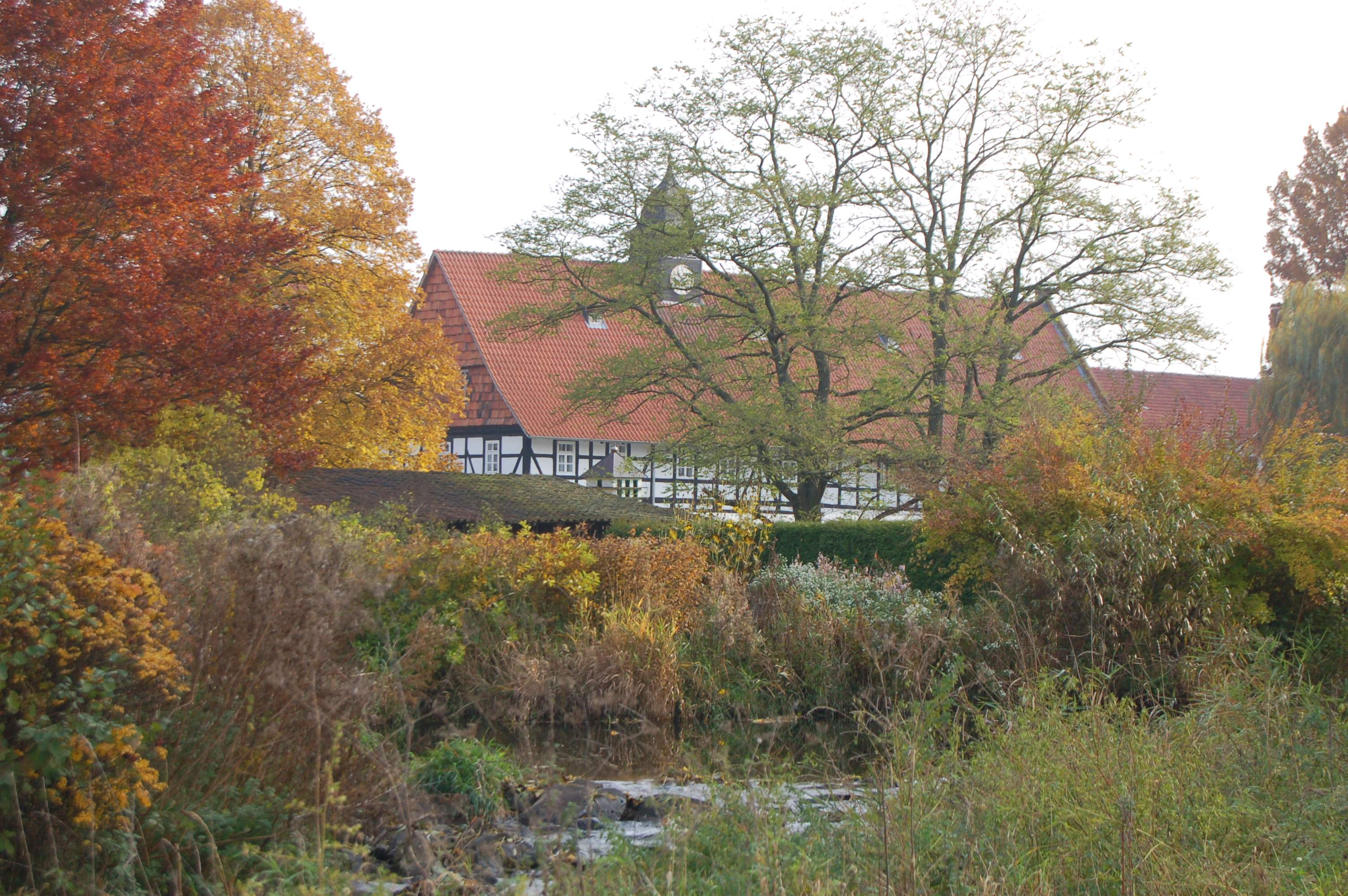
Wirtschaftsgebäude am Gutshof
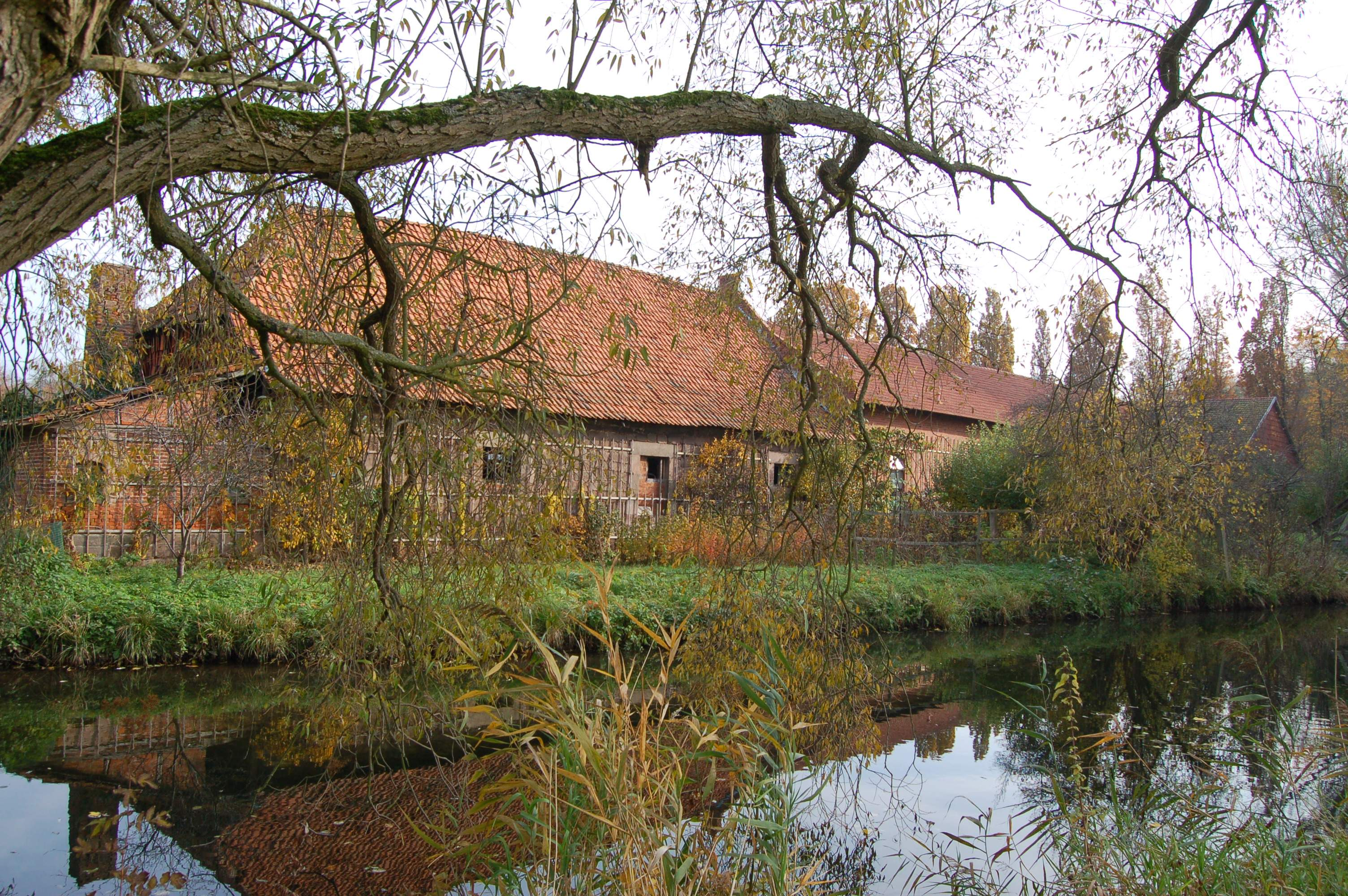
Rückseite der ehemaligen Stallungen
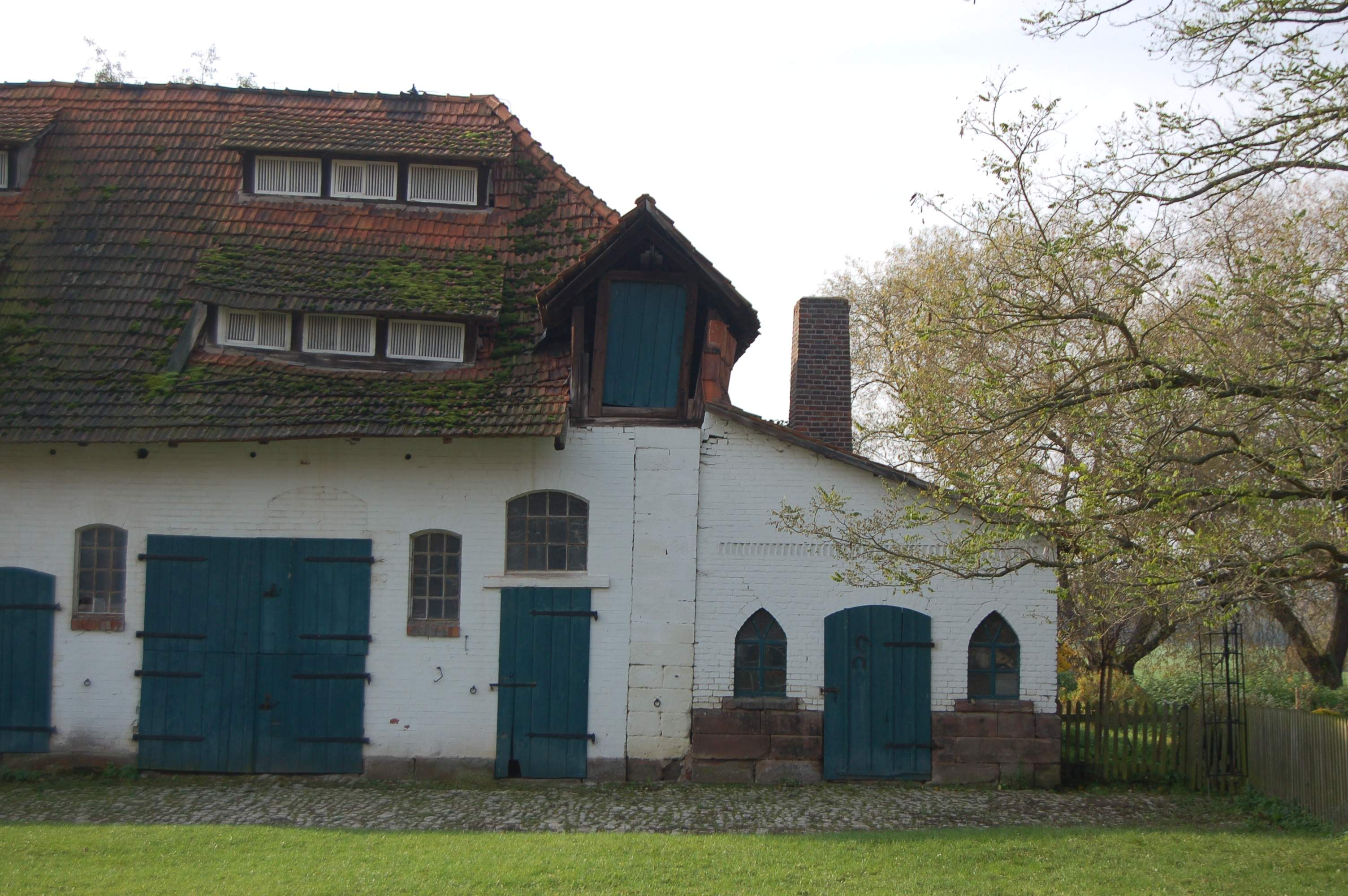
Die alte Schmiede
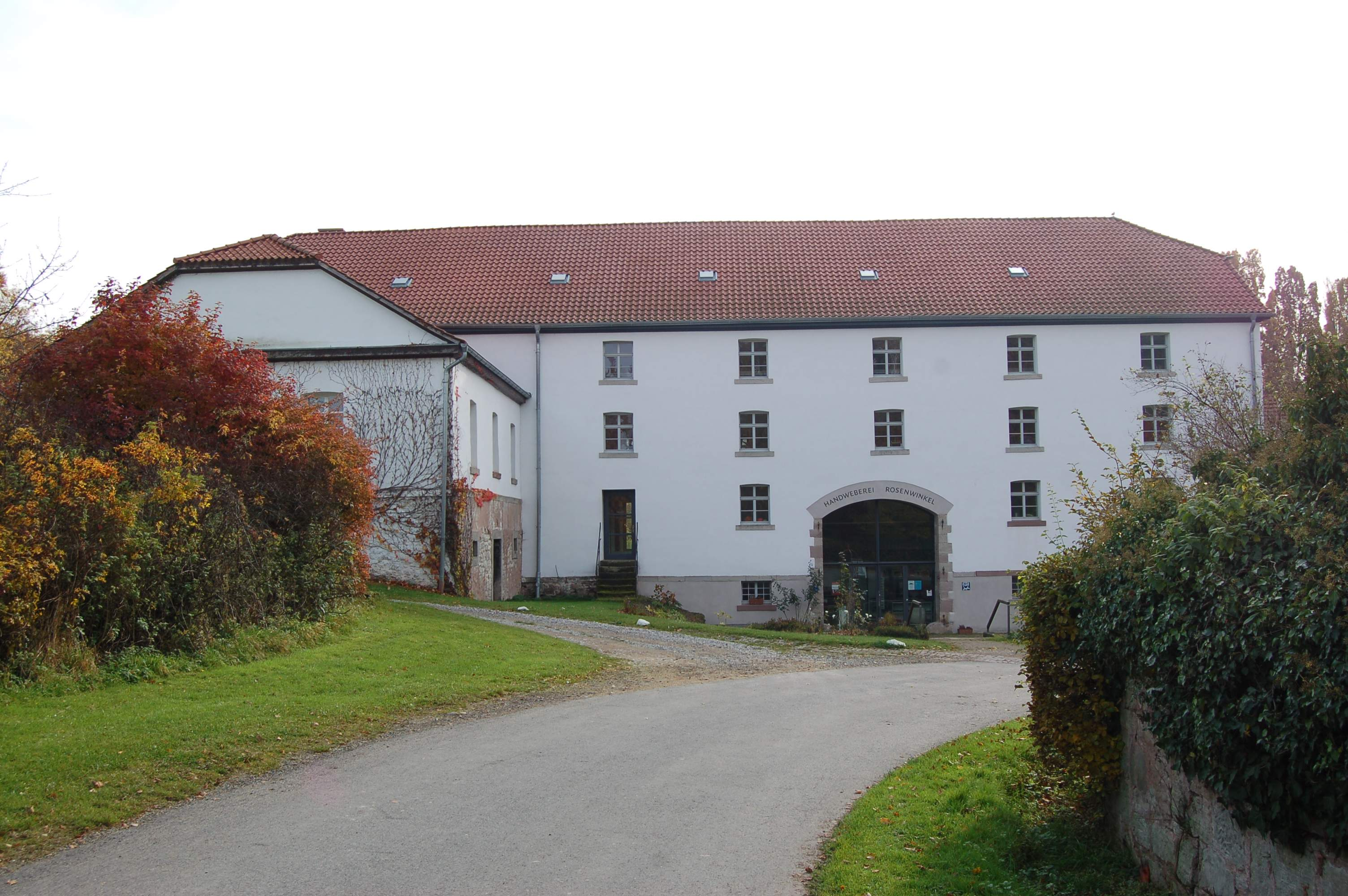
Die ehemalige Zuckerfabrik beherbergt ein Café

### Stauanlagen und Generator
Neben den ehemaligen Gutsarbeiter-Häusern stand direkt an der dort zweigeteilten Leine eine Kornmühle. Diese ist seit Anfang des 20. Jahrhunderts stillgelegt, aber in dem noch bestehenden Gebäude produziert seit 1924 eine wassergetriebene Turbine über einen Generator Strom. Damit könnte eine Stromversorgung von den Bewohnern und der Wirtschaft Besenhausens gewährleistet werden, auch wenn heutzutage die erzeugte Energie zur Umwandlung in Gleichstrom zunächst in das allgemeine Stromnetz eingespeist wird.
Zum Antrieb der Turbine und zur Regulierung der entsprechend notwendigen Wassermenge bedarf es der Stauung eines Teils der Leine. Dazu wird der Fluss etwa 100 Meter vor der Turbine mittels eines Wehres geteilt, sodass der höherfließende Flussarm die Turbine mit einem Fall aus rund 2 Meter Höhe antreiben kann. Etwa 80 Meter nach dem künstlich erzeugten Turbinen-Wasserfall werden die beiden Flussarme der Leine wieder zusammengeführt.

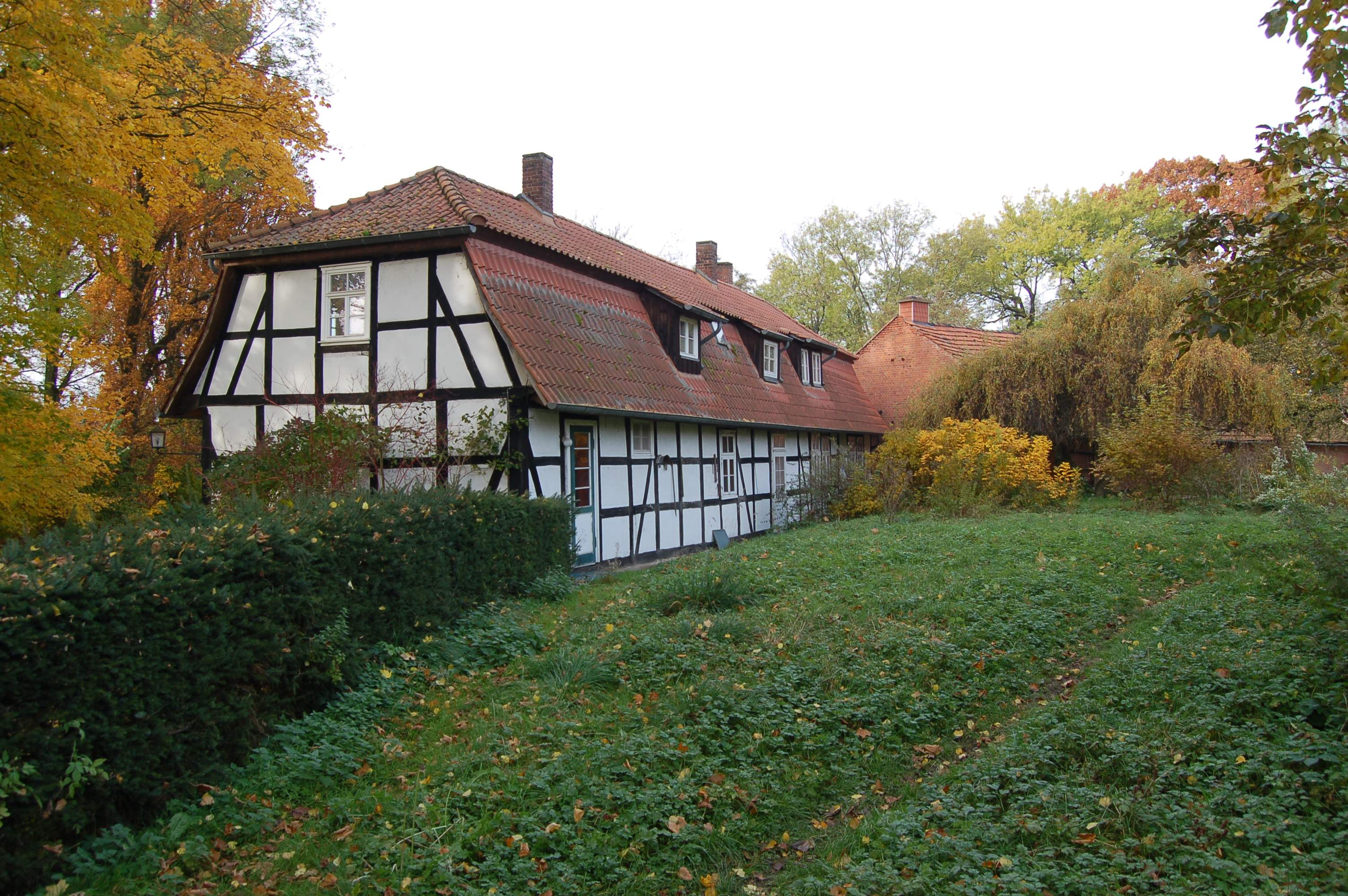
Ehemaliges Gutsarbeiterhaus
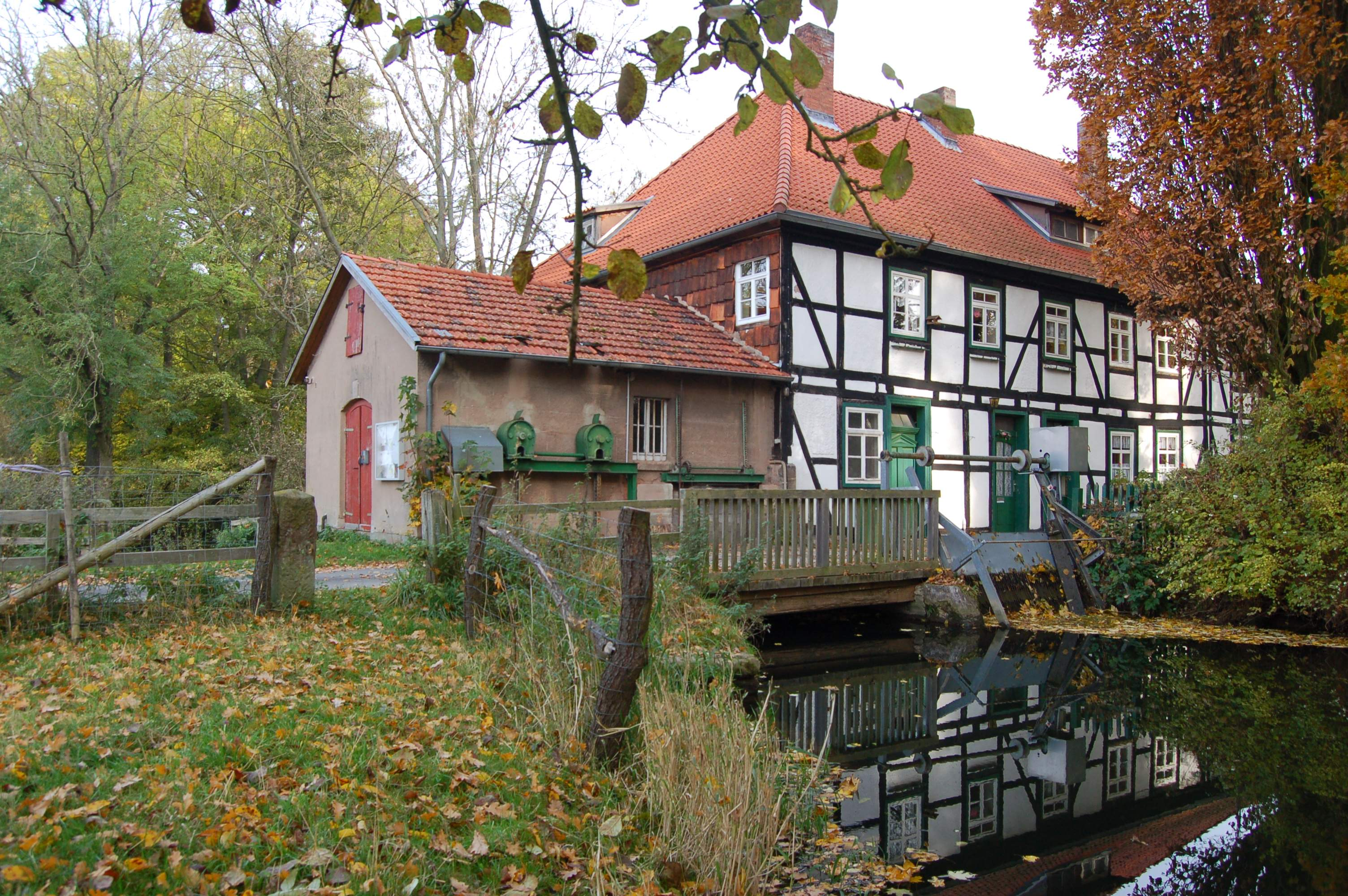
Das 80 Jahre alte Generatorhäuschen des hier überbrückten oberen Leinelaufs

Die zu Besenhausen gehörende Patronatskirche in Hottenrode wird noch heute als Beerdigungsstätte für Bewohner Besenhausens genutzt.

## Ehemalige innerdeutsche Grenze
Oberhalb des Gutes liegt an der L 566 zwischen Reckershausen und Kirchgandern ein ehemaliges Grenzhaus, die frühere Abfertigungsstelle des ehemaligen Grenzüberganges an der innerdeutschen Grenze.
Der Übergang war aufgrund seiner Nähe zum Ort Friedland in den Jahren von 1945 bis 1952 von großer Bedeutung. Friedland (Niedersachsen) bildete wegen seines Flüchtlingsaufnahmelagers und eines Eisenbahnanschlusses an der Strecke Göttingen–Bebra einen Verdichtungspunkt von Flucht- und Wanderungswegen ab dem Sommer 1945. Menschen marschierten aus der sowjetischen Besatzungszone über die Demarkationslinie in die hier beginnende britische Besatzungszone. Der Grenzübertritt erfolgte zu Fuß, da die Straße zwischen Kirchgandern und Niedergandern bzw. Reckershausen noch nicht wiederhergestellt war. Auch aus dem Westen wanderten Menschen nach Osten, vor allem Kriegsgefangene und Zwangsarbeiter. Am 12. Oktober 1945 wurde in Besenhausen ein Refugee Exchange Point eingerichtet. Zunächst wurde eine Wellblechbaracke errichtet, in der Ankommende vom Deutschen Roten Kreuz und Kircheneinrichtungen versorgt wurden. 1949 wurde das Grenzhäuschen, auch „Zollhaus“ genannt, erbaut. Später kamen ein kleiner Verkaufsstand für Erfrischungsartikel sowie eine heute nicht mehr bestehende, hölzerne Gepäckabfertigungsrampe dazu.

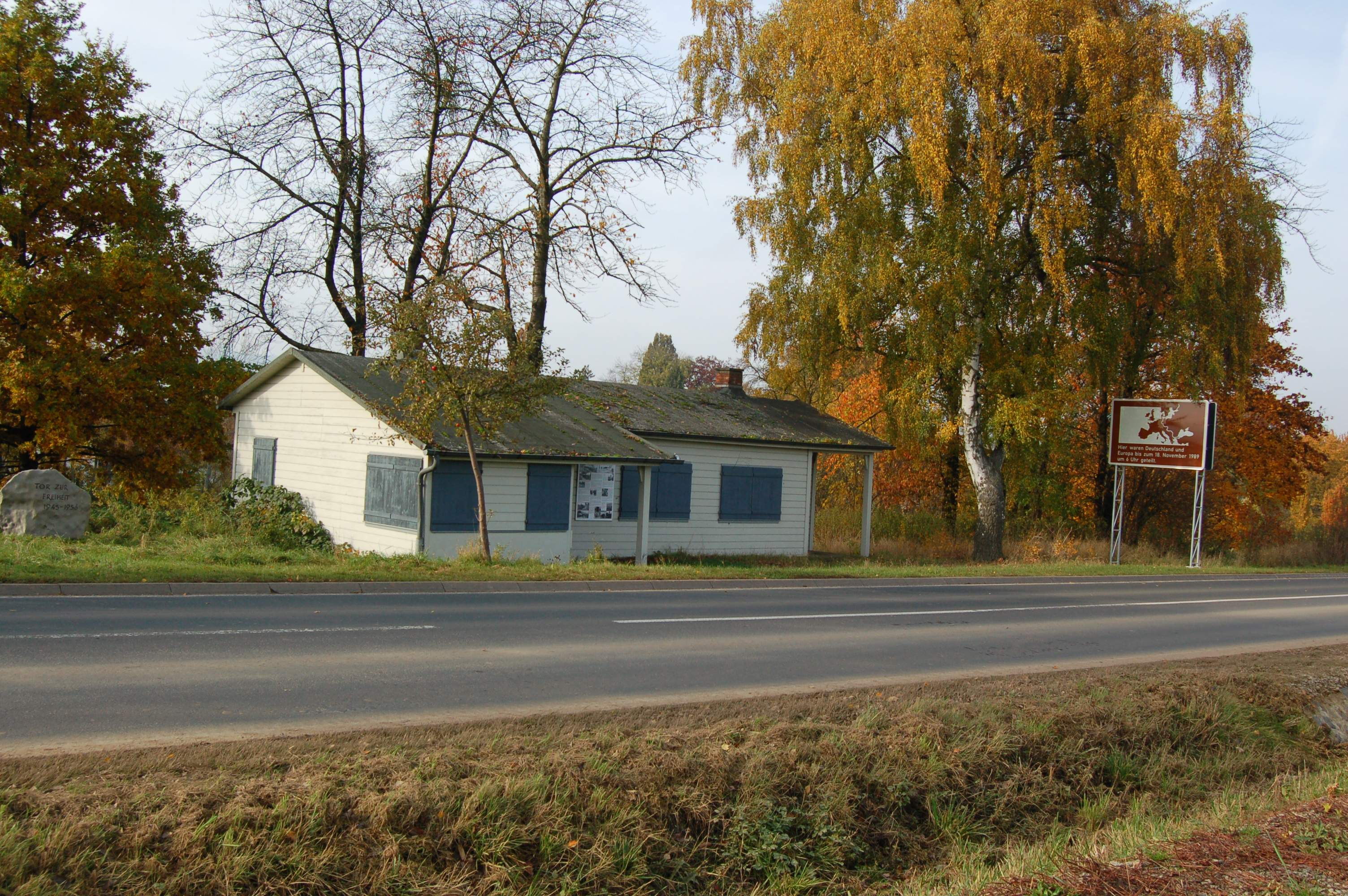
Ehemaliges Grenzhäuschen der innerdeutschen Grenze

Mehr als zwei Millionen Menschen wechselten in Besenhausen über die Grenze. Am 27. Mai 1952 wurde der Grenzübergang von den Sowjets geschlossen, ab dann durften nur noch vereinzelt Sondertransporte passieren. 1956 wurde die Grenze dann endgültig geschlossen.
Nach Schließung der Innerdeutschen Grenze und dem Ausbau der Grenzanlagen (zu denen im Bereich Besenhausens auch Selbstschussanlagen und Minen gehörten) wurde das Abfertigungsgebäude von den diensttuenden Grenzbehörden als Stütz- und Aufenthaltspunkt genutzt. In den 1960er Jahren wurde in dem Gebäude erstmals ein provisorischer Ausstellungsraum mit Informationsmaterial zur Grenzproblematik eingerichtet. 1987 weihten der damalige Staatssekretär Stefan Diekwisch und der zuständige Oberkreisdirektor Alexander Engelhardt eine hier nun beheimatete Grenzinformationseinrichtung ein.
Als im November 1989 die Grenze infolge der DDR-Wende geöffnet wurde, diente das Gebäude erneut – für etwa sechs Monate – als Grenzabfertigungsgebäude dem Zoll und dem Bundesgrenzschutz. Heute gehört es zum Gebäudebestand des Gutes Besenhausen. Am 13. Oktober 2005 wurde zur Erinnerung an die Bedeutung des Grenzüberganges Besenhausen sowie anlässlich des Doppeljubiläums „60 Jahre Grenzdurchgangslager“ und „50 Jahre Heimkehrer“ ein Gedenkstein mit Inschrift „TOR ZUR FREIHEIT – 1945–1956“ aufgestellt.

## Gegenwart
Die zum Gut Besenhausen gehörenden land- und forstwirtschaftlichen Flächen werden durch eine andere Betriebsstätte bewirtschaftet. Die Hofanlagen dienen damit kaum noch dem ursprünglichen Zweck. Durch verschiedene kulturelle wie soziale Einrichtungen ist das Rittergut in zunehmendem Maße zu einem regionalen Ausflugsziel geworden.
Bis Ende 2024 befand sich in den Gebäuden des Wirtschaftshofes das „Cafe Rosenwinkel“ (ehemalige Zuckerfabrik). 
Ab Mai 2025 ist dort unter neuer Leitung das "Café Luca" geöffnet.
Ein rustikaler Festsaal (ehemaliger Schafstall) wird für Feierlichkeiten vermietet und für Hochzeitsfeiern genutzt, da es seit 2008 möglich ist, sich in Besenhausen trauen zu lassen. Dazu wurde ein Atelierraum im ehemaligen Wirtschaftsgebäude zur Zweigstelle des Friedländer Standesamtes erklärt.
In Atelierräumen im ehemaligen Schweinestall finden Ausstellungen statt. Auf den Hofanlagen finden auch Lesungen statt wie anlässlich der Göttinger Märchenwochen, des Kulturfestes im Göttinger Land und der Göttinger Kinder- und Jugendbuchwoche. Der Kulturring Friedland veranstaltet in Besenhausen Konzerte, das Göttinger Hilfsprojekt Bewegung gab mit der Band „Seven Up“ ein Benefiz-Konzert.

### Handweberei Rosenwinkel 2004–2018
1992 wurde in Reckershausen der gemeinnützige Verein Handweberei im Rosenwinkel e. V. gegründet, der in der ehemaligen Zuckerfabrik einen Arbeits- und Ausstellungsort eröffnete. Ziel war es, behinderten Menschen Arbeits- und Ausbildungsplätze zu bieten. Außerdem sollte das traditionelle Weberhandwerk gepflegt werden. Der gleichnamige durch den Verein getragene soziale Handwerksbetrieb zog 2004 von Reckershausen nach Besenhausen. Dort wurden in einer Schauwerkstatt gewebte Textilien hergestellt und zum Verkauf angeboten. Im Websaal entstanden an 20 Webstühlen die Produkte aus natürlichen Materialien, deren Garne und Stoffe von Hand gefärbt waren. 2018 schloss das soziale Projekt, da es nicht am Markt bestehen konnte.

### Expo-Themenpfad Wasser
Da Besenhausen eine eigene Quelle, eine Wasserturbine und eine Pflanzenkläranlage zur Abwasserreinigung hat und das Gut somit unabhängig von der kommunalen Wasserver- und -entsorgung ist, war es Bestandteil des Themenpfades Wasser der Expo 2000 in Hannover. Es gehörte zu den 280 von unabhängigen Expertengremien ausgesuchten Projekten, die der Beantwortung von Zukunftsfragen zum 21. Jahrhundert dienen sollten. In Teilen ist der Themenpfad noch heute zu besichtigen.

## Bedeutende Persönlichkeiten
Hermann von Christen wurde 1841 in Besenhausen geboren. 1925 arbeitete Theo Harych hier kurze Zeit als Kraftfahrer, bevor er nach 5 Monaten wegen Wahlpropagandas für die KPD fristlos entlassen wurde. 1944 starb der General der Infanterie Otto von Below in Besenhausen.

## In Literatur und Film
1955 wurde auf Besenhausen Fontanes Effi Briest (als Rosen im Herbst) vom Regisseur Rudolf Jugert mit der damaligen 31-jährigen Ruth Leuwerik in der Hauptrolle verfilmt. Im 1980 auch verfilmten Roman „Nirgendwo ist Poenichen“, zweiter Teil der Poenichen-Trilogie von Christine Brückner, 1977 verlegt bei Ullstein, wird der Besenhauser Schweinestall als Not-Unterkunft (bei Grenzübertritt) der Romanfigur Maximiliane von Quindt geschildert.